# George Kadish
George Kadish, né  Zvi (Hirsh) Kadushin à Raseiniai, en Lituanie, en 1910 et mort en 1997 est un photographe lituanien. 

## Biographie
Il fréquente l'école hébraïque locale à Raseiniai, puis déménage avec sa famille à Kaunas. Il y étudie l'ingénierie et rejoint le mouvement sioniste Betar. Il enseigne les mathématiques, les sciences et l'électronique dans un lycée hébraïque.
Kadish photographie la vie quotidienne, du ghetto de Kovno, composé de deux ghettos surpeuplés, entourés de barbelés et étroitement surveillés. Le 4 octobre 1941, les Allemands détruisent le « petit ghetto » et tuent la quasi-totalité de ses habitants. Le 29 octobre 1941, ils procèdent à la fusillade de 9 200 Juifs en une seule journée. Kadish reçoit l'ordre de travailler en tant qu'ingénieur réparant des machines à rayons X pour les forces d'occupation allemandes dans la ville de Kovno. Il y découvre les possibilités de troquer des pellicules et d'autres fournitures nécessaires, et développe ses négatifs à l'hôpital militaire allemand, en utilisant les mêmes produits chimiques que ceux utilisés pour développer les films radiographiques, et réussit à les faire sortir clandestinement. Kadish parvient à s'échapper du ghetto en 1944,. Après la guerre, il retrouve ses négatifs à l'intérieur du ghetto.